# Microsoft Windows Server 2016
Windows Server 2016 er et serveroperativsystem udviklet af Microsoft. Det blev udgivet den 26 september 2016, på Microsoft Ignite konferencen, og er efterfølgeren til Windows Server 2012. Systemet blev offentligt tilgængeligt den 12 oktober 2016.